# Baltraella
Baltraella is een geslacht van kreeftachtigen uit de klasse van de Ostracoda (mosselkreeftjes).

## Soorten
- Baltraella baltraensis Pokorny, 1968 †
- Baltraella hanaii Keij, 1979
- Baltraella minor Keij, 1979
- Baltraella peterroyi Yassini & Jones, 1995